# Polastron (Alta Garona)
Polastron é uma comuna francesa na região administrativa de Occitânia, no departamento de Alta Garona. Estende-se por uma área de 4,78 km². Em 2010 a comuna tinha 54 habitantes (densidade: 11,3 hab./km²).